# Енциклопедія Нутталла
Енциклопедія Нутталла: короткий і всеосяжний словник загальних знань (англ. The Nuttall Encyclopædia: Being a Concise and Comprehensive Dictionary of General Knowledge)— енциклопедія кінця XIX століття під редакцією преподобного Джеймса Вуда, вперше опублікована в Лондоні у 1900 році видавництвом Frederick Warne &amp; Co Ltd.
Перевидавалася в 1920, 1930, 1938 і 1956 роках і все ще продавалися в 1966 році. Серед редакторів були Г. Елгі Кріст і А. Л. Хайден за 1930 рік, Лоуренс Гоукінс Доусон за 1938 рік і С. М. Пріор за 1956 рік.

## Опис
Енциклопедія Нуттолла названа на честь доктора Пітера Остіна Нуттолла (пом. 1869 р.), чиї роботи, такі як Стандартний словник вимови англійської мови (опублікований у 1863 р.), були придбані Фредеріком Уорном і були опубліковані протягом наступних десятиліть.
На титульній сторінці енциклопедія описується як "стислий і вичерпний словник загальних знань, що складається з понад 16 000 коротких та оригінальних статей майже на всі теми, які обговорюються у великих енциклопедіях, і особливо стосується таких, що підпадають під категорії історії, біографії, географії., література, філософія, релігія, наука та мистецтво ".
Статті в енциклопедії дуже короткі і в основному стосуються окремих осіб і місць. В енциклопедії є записи про вигаданих персонажів із книг Чарльза Діккенса, але відсутні записи про фрукти. Часто зміст відображає особистий світогляд автора, розглядаючи події під певним кутом зору. Це можна побачити в статті «Дати епохальних подій» . Як інший приклад, запис для Венесуели представляє британське бачення подій 1899 року.
У 2004 році Project Gutenberg опублікував версію видання 1907 року, яка зараз є у суспільному надбанні.